# Lowca
Lowca – wieś w Anglii, w Kumbrii. Leży 54 km na południowy zachód od miasta Carlisle i 413 km na północny zachód od Londynu.